# Митькин (Кумылженский район)
Митькин —  хутор  в Кумылженском районе Волгоградской области России. Входит в состав  Букановского сельского поселения. Население 20 чел. (2010). 8 июля 2020 года был уничтожен степным пожаром.

## География
Расположен в западной части региона, в лесостепи, в пределах Хопёрско-Бузулукской равнины, являющейся южным окончанием Окско-Донской низменности, на р. Раствердяевка. К хутору примыкает х. Андреяновский.
Уличная сеть не развита.
Абсолютная высота 84 метра над уровнем моря.

## Население
| 2010 |
| ---- |
| 20   |

Гендерный состав
По данным Всероссийской переписи населения 2010 года в гендерной структуре населения из 40 жителей мужчин и женщин — по 20 человек (50 % каждая когорта).
Национальный состав
Согласно результатам переписи 2002 года, в национальной структуре населения
русские составляли 82 % из общей численности населения в 44 чел..

## Инфраструктура
Личное подсобное хозяйство.

## Транспорт
Просёлочные дороги.